# Chêne-en-Semine
Chêne-en-Semine település Franciaországban, Haute-Savoie megyében. Lakosainak száma 526 fő (2022. január 1.). Chêne-en-Semine Challonges, Clarafond-Arcine, Éloise, Franclens, Saint-Germain-sur-Rhône, Usinens és Vanzy községekkel határos.

## Népesség
A település népességének változása:
| Lakosok száma | 414  | 463  | 490  | 496  | 513  | 519  | 515  | 509  | 526  |
|               | 2013 | 2015 | 2016 | 2017 | 2018 | 2019 | 2020 | 2021 | 2022 |